# Clube de Albergaria (féminines)
 (novembre 2023).
Si vous disposez d'ouvrages ou d'articles de référence ou si vous connaissez des sites web de qualité traitant du thème abordé ici, merci de compléter l'article en donnant les références utiles à sa vérifiabilité et en les liant à la section « Notes et références ».
Maillots
Actualités
Le Clube de Albergaria est un club portugais de football féminin basé à Albergaria-a-Velha.

## Histoire
En février 1890, pour protester contre l’ultimatum anglais, Club d’Albergaria change de nom et devient Grémio Albergariense. Le 11 août 1890 est statutairement considéré comme le jour de la fondation du Club de Albergaria, car il correspond à la date du premier procès-verbal du Grémio Albergariense, ce qui en fait la plus ancienne association de la ville d’Albergaria-a-Velha et l’un des plus anciens clubs du pays. En plus de 130 ans d'existence, l’association a porté plusieurs noms : Grémio Albergariense, Grémio Recreativo Albergariense et, enfin, Clube de Albergaria. Jusque dans les années 1930, le but du Grémio Albergariense est d’offrir aux membres un divertissement par le biais de réunions quotidiennes des membres pour la conversation, la lecture, les jeux légaux et d’autres passe-temps honnêtes, tels que les matchs familiaux, les bals, les concerts de jour, les soirées musicales et les conférences littéraires. Ils fonctionne comme une organisation sociale et culturelle.
En février 1939, le Grémio Albergariense et le "Ténis Clube de Albergaria", fusionnent, donnant naissance au  Grémio Recreativo Albergariense, ce qui en fait également une association sportive. La même année, le 11 juin 1939, se tient une assemblée générale dont le but est de changer son nom en Clube de Albergaria. Tout au long de son histoire, le lcub développe son activité dans le domaine du sport, le tennis dans les années 1940, le tennis de table dans les années 1960 et 70, le handball et le futsal dans les années 1990. Puis le Il convient cyclisme, notamment le VTT. Sans oublier le football, et surtout son équipe féminine dont la section est créée en 1989. En effet à la suite de l'extinction du SC Alba, le Clube de Albergaria se charge de la continuité du football féminin, en reprenant la totalité de l'effectif du SC Alba. Il est , à ce jour, après le Boavista Futebol Clube, l’équipe qui compte le plus d’années de présence d'une équipe senior dans le championnat national. Le club acquiert une notoriété nationale grâce aux résultats obtenus dans les modalités de football féminin, devenant à deux reprises vice-champion nationale de 1re division et atteignant la finale de la Coupe du Portugal à trois reprises. Ainsi qu'un titre de champion national de 2e division en 2008/2009, quatre championnats de district et dix coupes de district d’Aveiro.
Toujours guidé par l’éclectisme, le Clube de Albegaria se consacre également aux activités d’aéromodélisme, de sport automobile, de billard, de chasse et de pêche, de gymnastique, de sport automobile, de pêche sportive et de tir. En juin 1995, le Club de Albergaria reçoit la Médaille du Mérite Municipal (degré d’argent) de la Municipalité d’Albergaria-a-Velha. Le 6 avril 2001, les nouvelles installations sont inaugurées sur l’Avenida 25 de Abril, intégrant un complexe sportif et culturel, avec un terrain synthétique de football à 5, deux courts de tennis, des salles de musique et un auditorium polyvalent. Cela après avoir eu leur siège, durant environ un siècle, sur l’Avenida Napoleão Luiz Ferreira Leão.
Lors de la saison 1995-96, le CA, fini 2e, de la zone B, derrière l'União de Coimbra, ce qui le qualifie pour la phase finale. Malgré l'espoir porté par la première journée (match nul 1 partout sur le terrain de l'União de Coimbra), les Albergarienses, enchainent défaite sur défaite, notamment un cinglant 13-0 à domicile, lors de la 4e journée face au 1º Dezembro. Elles terminent à la 6e et dernière place de cette phase finale.
Le 29 août 2015, le Clube de Albegaria dispute la finale Supercoupe du Portugal, face au Clube Futebol Benfica, soit 2 mois et demi après avoir disputé la finale perdue (1-0) de la Coupe du Portugal face à ce même club. Ces dernières s’imposent 4 à 0, à Abrantes, la première édition de cette nouvelle compétition au calendrier national. Un but contre son camp de Raquel Reis, deux buts de l’internationale Mafalda Marujo et un d’Andreia Veiga ont eu raison Albergaria/Mazel. Le match se joue sous une chaleur intense (38 degrés), la rencontre est arrêtée à deux reprises pour permettre aux joueuses de s’hydrater. À la 41e minute, Matilde Fidalgo centre à ras de terre, Raquel Reis tente de dégager le jeu, mais le ballon a fini dans son but. Mafalda Marujo porte le score à 2-0 après une passe de Raquel Infante à la 66e minute. Sur une  contre-attaque, Mafalda Marujo, porte le score à 3-0 à la 71e minute, sur une passe de Filipa Galvão. Le dernier but survient à la 88e minute et est marqué par Andreia Veiga, après un travail individuel. Grâce à cette victoire le Futebol Benfica réalise le triplé Supercoupe-Championnat-Coupe.
- Les finalstes du Clube de Albegaria sont : Rute Costa; Patrícia Mendes (Patrícia Oliveira, 46′), Raquel Reis, Carolina Silva et Sara Santos; Catarina Almeida, Érica Gonçalves et Ana Almeida; Jéssica Silva, Diana Silva et Rita Cheganças (Rute Silva, 71′)
- Remplaçantes non utilisées : Rita Ramos, Cátia Marques, Bárbara Martins, Joana Baptista et Bea Jordão.
- Entraîneur : Paula Pinho

Le 14 novembre 2023, l’Espagnole Saray García, prend la place de Manuel Pinho à la tête de l’équipe de football d’Albergaria. L’ancienne milieu de terrain, qui a fait toute sa carrière dans le championnat de football féminin en Espagne, se lance dans une carrière d’entraîneure. Quelques mois après le départ de Paula Pinho, qui a été présente pendant trois décennies, le club ne cache pas qu’il est difficile de vivre sans l’ancienne entraîneure. Les filles du CA occupent l'avant dernière position, avec seulement trois points, résultat d’une victoire et de 5 défaites. Le club termine 9e au terme de la saison se maintenat en première division. Saray García quitte le club et est remplacé par Nuno Amieiro.

### Dates clés
- 1989 : Création de la section féminine de football du Clube de Albergaria.
- 1996 : Première participation en phase finale du Campeonato Nacional Feminino 1995-1996.
- 1998 : Premier titre de la section féminine (championnat de l'AF Aveiro).
- 2001 : Nouvelles installations et nouveau siège, sont inaugurés.
- 2005 : Descente en deuxième division.
- 2007 : Après avoir remporté 3 championnats de l'AF Aveiro, première victoire en coupe de l'AF Aveiro.
- 2008 : Finaliste de la Coupe du Portugal.
- 2009 : Champion du Portugal de deuxième division et doublé coupe-championnat de l'AF Aveiro.
- 2012 : Finaliste de la Coupe du Portugal.
- 2013 : Vice-Champion du Portugal du Campeonato Nacional Feminino.
- 2015 : Finaliste de la Coupe du Portugal, et finaliste de la Supercoupe du Portugal.
- 2016 : Vice-Champion du Portugal du Campeonato Nacional Feminino.
- 2018 : 6e victoire en coupe de l'AF Aveiro d'affilée.
- 2020 : Pose de la première pierre du futur Centre d’Entraînement Sportif (CFT) du Clube de Albergaria[9].
- 2023 : Paula Pinho, figure emblématique du Clube de Albergaria (joueuse puis entraîneur), quitte le club après 34 ans passés à son service.

## Résultats sportifs

### Palmarès
Le tableau suivant liste le palmarès du club actualisé à l'issue de la saison 2023-2024 dans les différentes compétitions officielles aux niveaux national, international et régional.
| Compétitions nationales | Compétitions internationales      | Compétitions régionales |
| - Championnat du Portugal (0) - Vice-champion : 2013, 2016. - Coupe du Portugal (0) - Finaliste : 2008, 2012 et 2015. - Supercoupe du Portugal (0) - Finaliste : 2015. - Championnat du Portugal de D2 (1) - Champion : 2009 Zone B. | - Ligue des champions (0) - NEANT | - Championnat de l'AF Aveiro (4) - Champion : 1998, 1999, 2000 et 2009. - Coupe de l'AF Aveiro (12) - Champion : 2007, 2008, 2009, 2011, 2013, 2014, 2015, 2016, 2017, 2018, 2023, et 2024. |

### Bilan saison par saison
Le tableau suivant retrace le parcours du club depuis la création du Campeonato Nacional en 1989.
| Édition   | Division 1                                            | Division 2             | Divisions régionales | Coupe du Portugal   | Supercoupe du Portugal | Coupe de la Ligue             |
| 1989-1990 | 3e Zone Centre                                        | Championnat inexistant | -                    | Coupe inexistante   | Supercoupe inexistante | Coupe de la Ligue inexistante |
| 1990-1991 | 4e Zone Nord                                          | Championnat inexistant | -                    | Coupe inexistante   | Supercoupe inexistante | Coupe de la Ligue inexistante |
| 1991-1992 | 3e Zone A                                             | Championnat inexistant | -                    | Coupe inexistante   | Supercoupe inexistante | Coupe de la Ligue inexistante |
| 1992-1993 | 4e Zone A                                             | Championnat inexistant | -                    | Coupe inexistante   | Supercoupe inexistante | Coupe de la Ligue inexistante |
| 1993-1994 | 3e Zone B                                             | Championnat inexistant | -                    | Coupe inexistante   | Supercoupe inexistante | Coupe de la Ligue inexistante |
| 1994-1995 | 4e Zone B                                             | Championnat inexistant | -                    | Coupe inexistante   | Supercoupe inexistante | Coupe de la Ligue inexistante |
| 1995-1996 | 6e                                                    | Championnat inexistant | -                    | Coupe inexistante   | Supercoupe inexistante | Coupe de la Ligue inexistante |
| 1996-1997 | 3e Zone A                                             | Championnat inexistant | -                    | Coupe inexistante   | Supercoupe inexistante | Coupe de la Ligue inexistante |
| 1997-1998 | 3e Zone B                                             | Championnat inexistant | Vainqueur            | Coupe inexistante   | Supercoupe inexistante | Coupe de la Ligue inexistante |
| 1998-1999 | 3e Zone B 1er Championnat de relégation Zone B        | Championnat inexistant | Vainqueur            | Coupe inexistante   | Supercoupe inexistante | Coupe de la Ligue inexistante |
| 1999-2000 | 3e Zone B 1er Championnat de relégation Zone B        | Championnat inexistant | Vainqueur            | Coupe inexistante   | Supercoupe inexistante | Coupe de la Ligue inexistante |
| 2000-2001 | 5e Zone B 1er Championnat de relégation Zone B        | Championnat inexistant | -                    | Coupe inexistante   | Supercoupe inexistante | Coupe de la Ligue inexistante |
| 2001-2002 | 5e Zone B 2e Championnat de relégation Zone B         | -                      | -                    | Coupe inexistante   | Supercoupe inexistante | Coupe de la Ligue inexistante |
| 2002-2003 | 3e Zone B 1er Championnat de relégation Zone B        | -                      | -                    | Coupe inexistante   | Supercoupe inexistante | Coupe de la Ligue inexistante |
| 2003-2004 | 3e Zone B 3e Championnat de relégation Zone B         | -                      | -                    |                     | Supercoupe inexistante | Coupe de la Ligue inexistante |
| 2004-2005 | 4e Zone B 2e Championnat de relégation Zone B         | -                      | -                    |                     | Supercoupe inexistante | Coupe de la Ligue inexistante |
| 2005-2006 | -                                                     | -                      | -                    |                     | Supercoupe inexistante | Coupe de la Ligue inexistante |
| 2006-2007 | -                                                     | -                      | -                    |                     | Supercoupe inexistante | Coupe de la Ligue inexistante |
| 2007-2008 | -                                                     | -                      | -                    | Finaliste           | Supercoupe inexistante | Coupe de la Ligue inexistante |
| 2008-2009 | -                                                     | Champion               | Vainqueur            |                     | Supercoupe inexistante | Coupe de la Ligue inexistante |
| 2009-2010 | 4e Championnat régulier 3e Phase finale               | -                      | -                    | 1/4 de finale       | Supercoupe inexistante | Coupe de la Ligue inexistante |
| 2010-2011 | 6e Championnat régulier 1er Phase de relégation       | -                      | Vainqueur            | 1/8 de finale       | Supercoupe inexistante | Coupe de la Ligue inexistante |
| 2011-2012 | 2e Championnat régulier 3e Phase finale               | -                      | -                    | Finaliste           | Supercoupe inexistante | Coupe de la Ligue inexistante |
| 2012-2013 | 2e Championnat régulier Vice-champion Phase finale    | -                      | -                    | 1/8 de finale       | Supercoupe inexistante | Coupe de la Ligue inexistante |
| 2013-2014 | 4e Championnat régulier 4e Phase finale               | -                      | -                    | Demi-finaliste      | Supercoupe inexistante | Coupe de la Ligue inexistante |
| 2014-2015 | 6e Championnat régulier 1er Championnat de relégation | -                      | -                    | Finaliste           | Finaliste              | Coupe de la Ligue inexistante |
| 2015-2016 | 1er Championnat régulier Vice-champion Phase finale   | -                      | -                    | 1/4 de finale       | -                      | Coupe de la Ligue inexistante |
| 2016-2017 | 6e                                                    | -                      | -                    | 1/16e de finale     | -                      | Coupe de la Ligue inexistante |
| 2017-2018 | 6e                                                    | -                      | -                    | 1/16e de finale     | -                      | Coupe de la Ligue inexistante |
| 2018-2019 | 5e                                                    | -                      | -                    | Demi-finaliste      | -                      | Coupe de la Ligue inexistante |
| 2019-2020 | Compétition annulée                                   | -                      | -                    | 1/16e de finale     | -                      | -                             |
| 2020-2021 | 5e                                                    | -                      | -                    | Compétition annulée | -                      | 1/4 de finale                 |
| 2021-2022 | 7e                                                    | -                      | -                    | 1/4 de finale       | -                      | 1/4 de finale                 |
| 2022-2023 | 8e                                                    | -                      | -                    | 1/4 de finale       | -                      | 1re Phase                     |
| 2023-2024 | 9e                                                    | -                      | -                    | 1/8e de finale      | -                      | 1re Phase                     |
| 2024-2025 | -                                                     | -                      | -                    | -                   | -                      | 1re Phase                     |

## Personnalités du club

### Historique des présidents
- Jorge Manuel Lemos Silva (Président du club) 1988-1990
- António José Correia Parente (Président du club) 1990-1996
- António Rodrigues Parente (Président du club) 1996-2002
- António Jorge Lopes Oliveira (Président du club) 2002-2009
- José Carlos Silva Tavares Oliveira (Président du club) 2016-

### Entraîneurs
| Entraîneur   | Période            | Titres | Matchs dirigés | Victoires | Nuls | Défaites | % victoires |
| Paula Pinho  | 2005-2022          | 1      | 169            | 73        | 26   | 70       | 43,20 %     |
| Manuel Pinho | 2022-2023          | -      | 15             | 6         | 4    | 5        | 40,00 %     |
| Saray Garcia | nov 2023-juin 2024 | -      | 21             | 7         | 2    | 12       | 33,33 %     |
| Nuno Amieiro | 2024               | -      | -              | -         | -    | -        | - %         |

### Joueuses internationales
| Années 1989 - 2009                                               | Années 2009 - présent |
| - Beta - Paula Pinho - Paula Oliveira - Mary Bento - Sónia Silva | - Tatiana Pinto - Jéssica Silva - Catarina Almeida - Andreia Norton - Rute Costa - Diana Silva - Daniela Silva - Rita Dias - Danai Kaldaridou - Zoé Magyarics - Nika Babnik - Laura Luís - Anyssa Ibrahim - Blerta Smaili - Nour Imane Addi |

### Meilleures buteuses par saison
Ce tableau présente les meilleures buteuses du Clube de Albergaria à l'issue de chaque saison (toutes compétitions confondues).
| Saison    | Joueuse       | Buts |
| --------- | ------------- | ---- |
| 2009-2010 | ?             | ?    |
| 2010-2011 | ?             | ?    |
| 2011-2012 | ?             | ?    |
| 2012-2013 | Jéssica Silva | 19   |
| 2013-2014 | ?             | ?    |
| 2014-2015 | ?             | ?    |
| 2015-2016 | Diana Silva   | 14   |
| 2016-2017 | Daniela Silva | 15   |
| 2017-2018 | Daniela Silva | 15   |
| 2018-2019 | Daniela Silva | 19   |
| 2019-2020 | Júlia Mateus  | 7    |
| 2020-2021 | Rita Dias     | 8    |
| 2021-2022 | Samara Lino   | 5    |
| 2022-2023 | Olivia Kearse | 11   |
| 2023-2024 | Erin Healy    | 8    |
| 2024-2025 |               |      |

### Effectif actuel

#### Mercato en cours de saison
| Transferts |             |           |         |                        |          |
| Nom        | Nationalité | Transfert | Montant | Provenance/Destination | Division |
| Arrivées   |             |           |         |                        |          |
|            |             |           |         |                        |          |
| Départs    |             |           |         |                        |          |
|            |             |           |         |                        |          |

### Bilan général
Depuis la saison 1989-1990 et à l'issue de la saison 2004-2005 (saison incomplète)
| Competition                            | T | S  | Pld | G   | N  | P  | Vict. % | BP  | BC  | DB   |
| -------------------------------------- | - | -- | --- | --- | -- | -- | ------- | --- | --- | ---- |
| National                               |   |    |     |     |    |    |         |     |     |      |
| Liga 1                                 | 0 | 16 | 239 | 129 | 31 | 79 | 53,97%  | 563 | 345 | +218 |
| Segunda divisão                        | 0 |    |     |     |    |    |         |     |     | 00   |
| Taça de Portugal                       | 0 |    |     |     |    |    |         |     |     | 00   |
| Supertaça de Portugal                  | 0 |    |     |     |    |    |         |     |     | 00   |
| Taça da Liga                           | 0 |    |     |     |    |    |         |     |     | 00   |
| Total national                         | 0 |    |     |     |    |    |         |     |     | 00   |
| International                          |   |    |     |     |    |    |         |     |     |      |
| Ligue des champions féminine de l'UEFA | 0 | 0  | 0   | 0   | 0  | 0  | 0       | 0   | 0   | 00   |
| Total international                    | 0 | 0  | 0   | 0   | 0  | 0  | 0       | 0   | 0   | 00   |
| TOTAL                                  |   |    |     |     |    |    |         |     |     |      |
| Total                                  | 0 | 16 | 239 | 129 | 31 | 79 | 53,97%  | 563 | 345 | +218 |